# 蕭琦
蕭琦（？—1648年4月1日（永曆二年三月乙巳）），字韓若，江西吉安府吉水縣人，明朝、南明政治人物。

## 生平
蕭琦原名蕭嗣琦，天啟七年（1627年）高中江西鄉試第二名舉人，崇禎十年（1637年）登丁丑科進士，授廣東始興知縣，調高要縣，興建閱江樓和諸生講學，因事連坐罷官。李邦華、李日宣為他辯護，遷工部都水主事，又謫浙江諸暨知縣，案件未留下任何文書。許都作亂，與陳子龍招降他，轉為刑部河南司主事、浙江司郎中。
隆武年間，楊廷麟命他到廣東，他卻侵吞事例銀數萬；除授禮科給事中，住在郝永忠軍營內，獲推薦擔任左僉都御史監督糧餉、恢復國土和剿滅敵匪。郝永忠索求糧餉，他出力聚斂。
永曆帝打算進入土州，蕭琦疏上「十方便、十不方便」勸止，擢升為兵部左侍郎。永曆元年（1647年）十一月，代王化澄出任兵部尚書，兼掌都察院，推薦書記劉方夏自中書舍人遷官職方主事。蕭琦本來有民望，注重名節，但到此時是未能保持廉潔；其時國庫空虛，賣官取財，積得數萬也無濟於事。次年（1648年），永曆帝到南寧，蕭琦和王化澄、嚴起恒、馬吉翔、龐天壽、許兆進、吳其靁、尹三聘、洪士彭同行。李成棟反正，他賄賂北鎮撫趙元符向羅成耀自薦；陳邦傅掌政，讓家丁包圍蕭琦的船辱罵，將其財產丟到象州水中。十月，朝廷駐紮韶州，蕭琦追問劫餉的人民，被地方民眾羣毆，受重傷，走到南雄時去世。

## 家族
曾祖蕭軾，戊戌进士；祖父蕭暄；父蕭公佐。

## 引用
1. ↑  錢海岳《南明史·卷三·本紀第三》：（永曆二年三月）乙巳……尚書蕭琦卒。
2. 1 2  錢海岳《南明史·卷五十六·列傳第三十二》：蕭琦，字韓若，吉水人。崇禎十年進士。授始興知縣，調高要，建閱江樓與諸生講學，坐墨罷。李邦華、李日宣疏白之，遷都水主事。謫諸暨知縣，片言折獄，案無留牘。許都亂，與陳子龍招降之。轉刑部河南司主事，改儀制。隆武中，楊廷麟命赴廣東，乾沒事例銀數萬。除禮科給事中，居郝永忠營，薦以左僉都御史督餉恢剿。永忠索餉，司道府縣官各千萬不一，琦力為聚斂。
3. ↑  欽定四庫全書《江西通志·卷五十五·選舉七》：天啟七年丁卯鄉試（舉人）……蕭嗣琦 改名琦，吉水人
4. ↑  《天啓七年江西鄉試錄》：中式舉人一百二名……第二名蕭嗣琦 吉安府學附學生 《易》
5. ↑  《崇祯十年丁丑科三百名进士三代履历》：萧琦，曾祖轼，戊戌进士；祖暄；父公佐。韩若，易三房，壬子二月二十九日生，吉水县人，乡试二名，会七名，三甲一百二十名。吏部观政，戊寅二月授广东始兴知县，己卯调繁高要县，辛巳升工部都水司主事，癸未拾遺，補诸暨知縣，甲申八月升刑部河南司主事，本年升员外，乙酉升浙江司郎中。
6. ↑  錢海岳《南明史·卷五十六·列傳第三十二》：昭宗欲進土州，上十方便十不方便疏止之，累擢兵部左侍郎。永曆元年十一月，代王化澄為尚書兼掌督察院，薦書記劉方夏自中書舍人遷職方主事。琦有民望，矜名節，至是頗不能持廉。時國用匱乏，鬻武弁箚，然所積至數萬，無濟於事。二年，上幸南寧，與化澄、嚴起恒、馬吉翔、龐天壽、許兆進、吳其靁、尹三聘、洪士彭隨扈。李成棟反正，賂北鎮撫趙元符呈身於羅成耀。陳邦傅掌政，縱家丁環其舟而詈之，家資亦盡沒於象州水中。十月，次韶州，問追仁化原劫餉之民，地方羣起毆逐，重創。行至南雄卒。